# Vladislav Šitov
Vladislav Alekseevič Šitov (in russo Владислав Алексеевич Шитов?; Jaroslavl', 7 maggio 2003) è un calciatore russo, attaccante del Kryl'ja Sovetov Samara.

## Carriera

### Club
Cresciuto nel settore giovanile dello Spartak Mosca, esordisce in prima squadra il 13 dicembre 2021, disputando l'incontro di Prem'er-Liga perso per 3-0 contro il Soči.
Il 15 luglio 2022 viene ceduto in prestito per una stagione al Kryl'ja Sovetov Samara. Il 31 luglio successivo, realizza la sua prima rete nella massima divisione russa, nel pareggio per 1-1 contro la Torpedo Mosca.

### Nazionale
Ha rappresentato le nazionali giovanili russe.

## Statistiche

### Presenze e reti nei club
Statistiche aggiornate al 15 agosto 2022.
| Stagione        | Squadra                | Campionato      | Campionato | Campionato | Coppe nazionali | Coppe nazionali | Coppe nazionali | Coppe continentali | Coppe continentali | Coppe continentali | Altre coppe | Altre coppe | Altre coppe | Totale | Totale |
| Stagione        | Squadra                | Comp            | Pres       | Reti       | Comp            | Pres            | Reti            | Comp               | Pres               | Reti               | Comp        | Pres        | Reti        | Pres   | Reti   |
| --------------- | ---------------------- | --------------- | ---------- | ---------- | --------------- | --------------- | --------------- | ------------------ | ------------------ | ------------------ | ----------- | ----------- | ----------- | ------ | ------ |
| 2020-2021       | Spartak-2 Mosca        | 1D              | 23         | 5          |                 | -               | -               |                    | -                  | -                  |             | -           | -           | 23     | 5      |
| 2021-2022       | Spartak-2 Mosca        | 1D              | 28         | 13         |                 | -               | -               |                    | -                  | -                  |             | -           | -           | 28     | 13     |
| 2021-2022       | Spartak Mosca          | PL              | 2          | 0          | CR              | 0               | 0               | UEL                | 0                  | 0                  |             | -           | -           | 2      | 0      |
| 2022-2023       | Kryl'ja Sovetov Samara | PL              | 4          | 0          | CR              | 0               | 0               |                    | -                  | -                  |             | -           | -           | 4      | 0      |
| Totale carriera | Totale carriera        | Totale carriera | 57         | 19         |                 | 0               | 0               |                    | 0                  | 0                  |             | -           | -           | 57     | 19     |